# Alunogen
L'alunogen (del llatí alumen, alumbre, i del grec genos, origen) és un mineral de la classe dels sulfats, també anomenat davita. És un mineral molt semblant a l'alunita, i es diferencia d'aquest darrer pel fet que no és soluble a l'aigua.

## Característiques
És un sulfat d'alumini fibrós en forma d'agulles de color incolor a blanc, encara que sovint d'altres colors degut a les impureses com ara per la substitució de l'alumini per ferro. La seva fórmula química és Al₂(SO₄)₃(H₂O)₁₂·5H₂O. Cristal·litza en el sistema triclínic i és molt tou, amb una duresa entre 1,5 i 2 a l'escala de Mohs.
Segons la classificació de Nickel-Strunz, l'alunogen pertany a «07.CB: Sulfats (selenats, etc.) sense anions addicionals, amb H₂O, amb cations de mida mitjana» juntament amb els següents minerals: dwornikita, gunningita, kieserita, poitevinita, szmikita, szomolnokita, cobaltkieserita, sanderita, bonattita, aplowita, boyleita, ilesita, rozenita, starkeyita, drobecita, cranswickita, calcantita, jôkokuita, pentahidrita, sideròtil, bianchita, chvaleticeita, ferrohexahidrita, hexahidrita, moorhouseita, nickelhexahidrita, retgersita, bieberita, boothita, mal·lardita, melanterita, zincmelanterita, alpersita, epsomita, goslarita, morenosita, meta-alunògen, aluminocoquimbita, coquimbita, paracoquimbita, rhomboclasa, kornelita, quenstedtita, lausenita, lishizhenita, römerita, ransomita, apjohnita, bilinita, dietrichita, halotriquita, pickeringita, redingtonita, wupatkiita i meridianiïta.

## Formació
Sovint es troba a les parets de les mines i les pedreres com un mineral secundari. Es pot trobar a les zones d'oxidació d'alguns jaciments, així com en la crema d'abocadors de carbó. També es forma com a dipòsit de baixa temperatura a les fumaroles. Es presenta associat amb pirita, marcassita, halotriquita, pickeringita, epsomita, alum de potassa (kalinita), melanterita i guix. Als territoris de parla catalana ha estat descrita a les mines de la riera de Cervelló (Baix Llobregat), a la mina Elvira (Gavà, també al Baix Llobregat), i a les mines d'alum de La Vilella Alta (Priorat).